# Alex Horwath
Alex Horwath (Baltimore, Maryland , Estados Unidos; 27 de marzo de 1987) es un futbolista estadounidense. Juega como arquero y su equipo actual es el Real Salt Lake de la Major League Soccer.

## Clubes
| Club                     | País           | Año             |
| ------------------------ | -------------- | --------------- |
| Connecticut Huskies      | Estados Unidos | 2005 - 2006     |
| Wisconsin Badgers        | Estados Unidos | 2006            |
| Madison 56ers            | Estados Unidos | 2007            |
| Wisconsin Badgers        | Estados Unidos | 2007            |
| Northern Virginia Royals | Estados Unidos | 2008            |
| Wisconsin Badgers        | Estados Unidos | 2008            |
| KC Brass                 | Estados Unidos | 2009            |
| San Jose Earthquakes     | Estados Unidos | 2009            |
| New York Red Bulls       | Estados Unidos | 2010            |
| Seattle Sounders FC      | Estados Unidos | 2010            |
| New York Red Bulls       | Estados Unidos | 2011            |
| Wilmington Hammerheads   | Estados Unidos | 2012            |
| Tampa Flames             | Estados Unidos | 2013            |
| Ljungskile SK            | Suecia         | 2014            |
| SK Brann                 | Noruega        | 2015 - 2017     |
| Real Salt Lake           | Estados Unidos | 2018 - presente |
| Real Monarchs (Cesión)   | Estados Unidos | 2018            |